# Teatre erudit al Renaixement
El teatre erudit al Renaixement és aquella pràctica escènica promoguda pels cercles intel·lectuals i humanístics durant el Renaixement, amb la voluntat d'influir en la població. Amb aquest tipus de teatre del Renaixement, les classes il·lustrades pretenen manifestar la seva posició envers l'aparell de poder de l'estat, de caràcter absolutista, del qual han estat excloses.
En llengua catalana, cal destacar la companyia d'Andreu Solanell. Organitza representacions de farses i comèdies a Barcelona, Girona i Puigcerdà, i cap a l'any 1542 presenta una versió catalana de l'Eunuc de Terenci.